# Céline Chalverat
Céline Chalverat (* 3. Januar 1990) ist eine ehemalige Schweizer Unihockeyspielerin.

## Karriere

### Verein
Chalverat begann ihre Karriere beim UHC Dietlikon. Zur Saison 2007 wurde sie zum ersten Mal in einem Pflichtspiel eingesetzt. 2008/09 wurde sie in das Kader der ersten Mannschaft integriert. Für Dietlikon spielte sie sechs Jahre lang und erzielte dabei 41 Skorerpunkte in 113 Partien.
Nach der Saison 2012/13 wechselte sie von Dietlikon zum Ligakonkurrenten Red Ants Rychenberg Winterthur. Bei den Red Ants konnte sie ihre Fähigkeiten als Stürmerin weiter unter Beweis stellen und erzielte in ihrer ersten Saison 25 Skorerpunkte. Am 27. April 2017 gab der Verein bekannt, dass ihr Vertrag verlängert wurde.
2019 beendete Chalverat ihre Aktivkarriere nach 126 Partien im Dress der Red Ants.

### Nationalmannschaft
Chalverat spielte 2008 an der U19-Weltmeisterschaft in Polen, wo sie mit der Schweiz die Bronze-Medaille gewinnen konnte.
2012 wurde die flinke Stürmerin vom damaligen Nationalmannschaftstrainer in die A-Nationalmannschaft einberufen. Dort absolvierte sie in ihrem ersten Jahr die Euro Floorball Tour. 2013 und 2015 war Chalverat an der Weltmeisterschaft in Tschechien und Finnland im Einsatz. Sie gewann mit der Schweiz an beiden Weltmeisterschaften die Bronze-Medaille.